# William von Hassell (Historiker)
William Louis August von Hassell (* 16. Dezember 1833 in Verden; † 27. Juni 1915 in Clüversborstel) war ein sächsischer Major und Historiker mit Veröffentlichungen insbesondere zur Geschichte des Kurfürstentums und des Königreichs Hannover.

## Leben

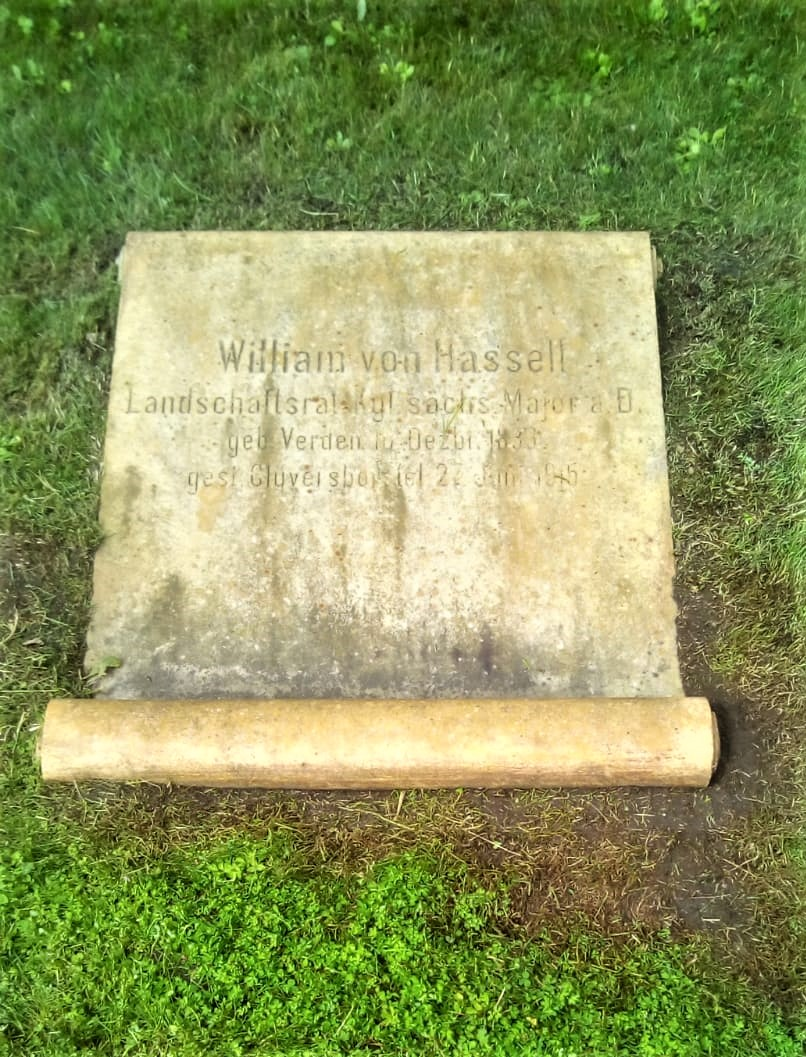
Grabstein William von Hassells auf dem ehemaligen evangelisch-lutherischen Friedhof in Sottrum

William von Hassell, Sohn des Generalleutnants William Adolph von Hassell, besuchte das Domgymnasium Verden und ab 1849 die Kadettenanstalt in Hannover. 1851 wurde er Portepeefähnrich im Husarenregiment der Hannoverschen Armee, avancierte im Jahr darauf zum Sekondeleutnant und wurde 1857 an die Generalstabsakademie kommandiert. 1861 war er Generalstabsoffizier und 1862 Rittmeister im Generalstab. Er gehörte zu den hannoverschen Offizieren die aus Prinzipientreue, und da er es sich aus Gründen der materiellen Unabhängigkeit leisten konnte, nach der Schlacht bei Langensalza im Krieg gegen Preußen 1866 und der Annexion des Königreichs Hannover 1867 in die Sächsische Armee eintraten.
Hier war er zunächst Rittmeister und Eskadronchef im 2. Reiter-Regiment. Mit Beginn des Krieges gegen Frankreich wurde Hassell 1870 zum Generalstab der mobilen 2. Infanterie-Division Nr. 24 kommandiert. Nach Kriegsende war er 1872 als Major etatmäßiger Stabsoffizier im 2. Reiter-Regiment. 1874 nahm er seinen Abschied und lebte zunächst in Dresden, wo er sich historischen Studien widmete. Ab 1887 lebte auf dem Rittergut der Familie von Hassell, Clüversborstel bei Sottrum (Rotenburg (Wümme)). Sein Grabstein findet sich auf dem Kirchhof in Sottrum.
Er war Mitglied der Bremischen Ritterschaft und ab 1900 ritterschaftlicher Landschaftsrat des Herzogtums Bremen.
Er war ab 1862 verheiratet mit Josephine von Düring (1837–1898), Tochter des Generals Georg von Düring und der Gräfin Josepha Alcaini.

## Schriften
- Die hannoversche Cavallerie und ihr Ende. Helwing’sche Verlagsbuchhandlung, Hannover 1875.
- Der Aufstand des jungen Prätendenten Carl Eduard Stuart in den Jahren 1745 bis 1746. Ein historischer Versuch. Wigand, Leipzig 1876.
- Die schlesischen Kriege und das Kurfürstenthum Hannover. Insbesondere die Katastrophe von Hastenbeck und Kloster Zeven. Mit Benutzung archivalischer Quellen von W. v. Hassel. Nebst einem Plane der Schlacht von Hastenbeck. Hahnsche Buchhandlung, Hannover 1879.
- Das Kurfürstentum Hannover vom Frieden bis zur preußischen Occupation im Jahre 1806. Nach archivalischen und historischen Quellen. Meyer, Hannover 1894.
- Geschichte des Königreichs Hannover.
  - Band 1: Erster Teil. Von 1813 bis 1848. Verlag und Druck von M. Heinsius Nachfolger, Bremen 1898. (Digitalisat bei archive.org)
  - Band 2: Zweiter Teil. Von 1849 bis 1862. Unter Benutzung bisher unbekannter Aktenstücke. Verlag von M. Heinsius Nachfolger, Leipzig 1899. (Digitalisat bei archive.org)
  - Zweiter Teil. Zweite Abteilung. Von 1863 bis 1866. Mit vier Porträts und zwei Karten. Verlag von M. Heinsius Nachfolger, Leipzig 1901. (Digitalisat bei archive.org)